# Anapisa dufranei
Anapisa dufranei är en fjärilsart som beskrevs av Sergius G. Kiriakoff 1952. Anapisa dufranei ingår i släktet Anapisa och familjen björnspinnare. Inga underarter finns listade i Catalogue of Life.